# Mathias Rochow
Mathias Rochow (* 1975 in Greifswald) ist ein ehemaliger Politiker der rechtsextremen NPD. Er war von 2004 bis 2007 Bundesgeschäftsführer der NPD-Jugendorganisation Junge Nationaldemokraten.

## Burschenschafter
Mathias Rochow studierte in Greifswald und Münster Medieninformatik. Wie auch sein älterer Bruder Stefan Rochow, der ebenfalls bei der JN und NPD in führenden Positionen tätig gewesen ist, war er Mitglied der Burschenschaft Rugia zu Greifswald und der Burschenschaft Dresdensia-Rugia zu Gießen. Als Informatiker betreute er unter anderem die Internetpräsenz der Verbindung. In der Pennalen Burschenschaft Theodor Fontane, die im selben Gebäude wie die B! Rugia angesiedelt ist, hatte er von 2001 bis 2002 die Funktion des Fechtwarts inne. Weiterhin war er Mitglied in der Pennalen Burschenschaft Chattia Friedberg zu Hamburg. Wegen seines Engagements für die NPD wurde er jedoch, wie auch sein Bruder, aus den Burschenschaften Rugia und Dresdensia-Rugia ausgeschlossen. Er gehörte seitdem keiner weiteren Verbindung mehr an.

## NPD/JN-Funktionär
1995 wurde er Mitglied im Landesvorstand der Jungen Landsmannschaft Ostpreußen (JLO) und 1998 Mitglied der NPD-Organisation Nationaldemokratischer Hochschulbund (NBH). Seit 1999 bis 2009 war er Mitglied der NPD. Während seines Studiums in Greifswald war er Mitbegründer des NPD-Kreisverbandes und übernahm die Funktion des stellvertretenden Kreisvorsitzenden. Als Ordner nahm er aktiv an Aufmärschen von Partei und „Freien Kameradschaften“ teil. Als Mitglied der „Bürgerinitiative für die Wahrung der Grundrechte“ war er Mitorganisator einer rassistischen Unterschriftensammlung „gegen den weiteren Zuzug von Ausländern nach Schönwalde II“. 
Seit seinem Umzug nach Bocholt war er bis zum 7. Mai 2006 zusammen mit Claus Cremer stellvertretender Landesvorsitzender der NPD in Nordrhein-Westfalen, des Weiteren Leiter des Amtes Neue Medien und insbesondere für die Zusammenarbeit von „freien Nationalisten“ und NPD/JN im Borkener Raum verantwortlich. Außerdem wirkte Rochow als Organisator verschiedener rassistischer und antisemitischer Demonstrationen und Kundgebungen im Ruhrgebiet mit. Gleichzeitig wirkte er als Bundesvorstandsmitglied des Nationaldemokratischen Hochschulbundes. Zur Bundestagswahl 2005 trat er erfolglos als Direktkandidat der NPD im Wahlkreis Wesel I an. 
Nach seinem erneuten Umzug nach Kamenz wurde im Januar 2006 ein neuer NPD-Kreisverband Kamenz/Hoyerswerda gegründet und Rochow zum Kreisschatzmeister und 2007 zum stellvertretenden Kreisvorsitzenden gewählt.
Im September 2009 trat Rochow aus der NPD/JN aus.